# Madrin Piegzik
Madrin Piegzik (* 29. Oktober 1978 in Chrzanów) ist ein ehemaliger polnischer Fußballspieler.

## Karriere
In seiner Jugend spielte Piegzik für LKS Żarki und Gwarek Zabrze. Piegzik spielte für mehrere unterklassigere Vereine in Polen, bevor er nach Deutschland wechselte. Dort kam er für Borussia Fulda und den FC Carl Zeiss Jena in der Regionalliga zum Einsatz. Danach kehrte er nach Polen zurück und spielte in der Ekstraklasa für Dyskobolia Grodzisk und Górnik Zabrze. Danach spielte er in der zweiten Liga, bevor er im Sommer 2006 zum griechischen Zweitligisten Kallithea FC wechselte. Dort kam er aber nicht zum Einsatz. 
Der Mittelfeldspieler hatte bereits in der Saison 2007/08 und in der Vorrunde der Saison 2008/09 für Odra Opole gespielt, bevor er in der Saison 2012/13 nach Opole zurückkehrte. Zwischenzeitlich hatte er noch bei Sandecja Nowy Sącz und zwei anderen unterklassigen polnischen Klubs gespielt. Er unterzeichnete bei Odra einen Einjahresvertrag bis Ende Juni 2013. Doch schon vier Monate später wechselte er weiter zu Viertligist IKS Olkusz und beendete dort Ende 2013 seine aktive Karriere.